# Gary Burton
Gary Burton (Anderson, Indiana, 23 de janeiro de 1943) é um vibrafonista de jazz estadunidense.

## Biografia
Burton começou na música aos seis anos, sendo um autodidata no estudo de marimba e vibrafone. Ele também começou a estudar piano aos dezesseis anos quando terminou o ensino médio em Princeton, Indiana (56-60). Burton citou o pianista de jazz Bill Evans como principal fonte de inspiração para a sua aproximação no vibrafone.
Burton frequentou o Berklee College of Music em Boston em 1960-61. Ele estudou com Herb Pomeroy e logo fez amizade com o compositor e arranjador Michael Gibbs. Depois de estabelecer sua carreira durante os anos 1960, ele voltou a integrar os quadros da Berklee (1971-2004), servindo inicialmente como professor, em seguida, decano e, finalmente, como Vice-presidente executivo durante sua última década na faculdade.
No início de sua carreira, a pedido do saxofonista de Nashville, Boots Randolph, Burton mudou-se para Nashville e gravou com vários músicos notáveis daquela cidade, incluindo o guitarrista Hank Garland, o pianista Floyd Cramer e o guitarrista Chet Atkins.
Depois de sair em turnê pelos Estados Unidos e Japão com o pianista George Shearing, em 1963, Burton passou a tocar com o saxofonista Stan Getz (1964-1966). Foi durante essa época com o quarteto de Stan Getz que Burton apareceu com a banda em um longa-metragem, "Get Yourself a College Girl", tocando "Garota de Ipanema" com Astrud Gilberto. Em 1967 ele formou o Gary Burton Quartet, juntamente com o guitarrista Larry Coryell, o baterista Roy Haynes e o baixista Steve Swallow. Antecipando a mania do jazz fusion da década de 1970, a primeira gravação do grupo, "Duster", combinava elementos de jazz, música country e rock and roll. No entanto, alguns dos álbuns anteriores de Burton (especialmente Tennessee Firebird e Time Machine, ambos de 1966) já haviam mostrado sua inclinação para tal experimentação com diferentes gêneros de música popular. Depois que Coryell deixou o quarteto na década de 1960, Burton contratou uma série de bem-conceituados guitarristas: Jerry Hahn, David Pritchard, Mick Goodrick, Pat Metheny, John Scofield, Kurt Rosenwinkel, e mais recentemente Julian Lage.
Burton foi nomeado pela revista Down Beat o "jazzman do ano" em 1968 (o mais jovem de sempre a receber o título) e ganhou seu primeiro prêmio Grammy  em 1972, Burton começou uma longa parceria de 38 anos com o pianista Chick Corea,  reconhecido por popularizar o formato de performance dueto de jazz. Suas gravações ganharam os prêmios Grammy nos anos 1979, 1981, 1997, 1999, e mais recentemente em 2009, por The New Crystal Silence.
De 2004 até 2008, Burton apresentava um programa semanal de jazz na rádio Sirius Satellite Radio.

## Vida pessoal
Na década de 1980, Burton envolveu-se em um relacionamento homossexual. Em 1994, ele declarou o fato publicamente em uma entrevista de rádio para a NPR com a apresentadora Terry Gross. 

## Discografia

### Como líder
- New Vibe Man in Town (RCA, 1961)
- Who is Gary Burton? (RCA, 1962)
- 3 in Jazz (RCA, 1963)
- Something's Coming! (RCA, 1963)
- The Groovy Sound of Music (RCA, 1964)
- The Time Machine (RCA, 1966)
- Tennessee Firebird (RCA, 1966)
- Duster (RCA, 1967)
- Lofty Fake Anagram (RCA, 1967)
- A Genuine Tong Funeral (RCA, 1968) with Carla Bley
- Gary Burton Quartet in Concert (RCA, 1968)
- Country Roads & Other Places (RCA, 1969)
- Throb (Atlantic, 1969)
- Good Vibes (Atlantic, 1969)
- Paris Encounter (Atlantic, 1969) with Stephane Grappelli
- Gary Burton & Keith Jarrett (Atlantic, 1970) with Keith Jarrett
- Alone at Last (Atlantic, 1971)
- Crystal Silence (ECM, 1972) with Chick Corea
- The New Quartet (ECM, 1973)
- Seven Songs For Quartet And Chamber Orchestra (ECM, 1974) featuring music by Michael Gibbs
- Hotel Hello (ECM, 1974) with Steve Swallow
- Ring (ECM, 1974) with Eberhard Weber
- Matchbook (ECM, 1974) with Ralph Towner
- Dreams So Real (1975) featuring music by Carla Bley (ECM)
- Passengers (ECM, 1976) with Eberhard Weber
- Times Square (ECM, 1978)
- Duet (ECM, 1979) with Chick Corea
- In Concert, Zurich, October 28, 1979 (ECM, 1980) with Chick Corea
- Easy as Pie (ECM, 1980)
- Picture This (ECM, 1982)
- Lyric Suite for Sextet (ECM, 1982) with Chick Corea
- Real Life Hits (ECM, 1984)
- Gary Burton and the Berklee All-Stars (JVC, 1985)
- Slide Show (ECM, 1986) with Ralph Towner
- Whiz Kids (ECM, 1986)
- Times Like These (GRP, 1988)
- The New Tango (1988) with Ástor Piazzolla
- Reunion (GRP, 1989) with Pat Metheny, Will Lee, Peter Erskine, Mitchel Forman
- Right Time, Right Place (GNP Crescendo, 1990)
- Cool Nights (GRP, 1991)
- Six Pack (GRP, 1992)
- It's Another Day (GRP, 1993)
- Face to Face (GRP, 1994)
- Live in Cannes (Jazz World, 1996)
- Ástor Piazzolla Reunion: A Tango Excursion (Concord Jazz, 1996)
- Departure (Concord Jazz, 1997)
- Native Sense with Chick Corea (1997)
- Like Minds with Chick Corea, Pat Metheny, Roy Haynes, and Dave Holland (1998)
- Alone At Last (solo album/CD) Live- cuts 1-3 @         Montreaux Jazz Festival 1971-, Studio- cuts 4-7. (32jazz, 1999)
- Libertango: The Music of Ástor Piazzolla (Concord Jazz, 2000)
- For Hamp, Red, Bags, and Cal (Concord Jazz, 2001)
- Virtuosi (Concord, 2002)
- Music of Duke Ellington (LRC Ltd, 2003)
- Generations (Concord Jazz, 2004)
- Next Generation (Concord, 2005)
- Live in Montreux 2002 (Eagle Eye, 2006)
- L'Hymne a l'Amour (2007) with Richard Galliano
- The New Crystal Silence (Concord Jazz 2008) with Chick Corea
- "Quartet Live" (Concord Jazz 2009) com Pat Metheny, Steve Swallow, Antonio Sanchez
- "Common Ground" Gary Burton The New Quartet

### Comosideman
com Chet Atkins
- After the Riot in Newport with the Nashville Allstars (RCA, 1960)

com Bob Brookmeyer
- Bob Brookmeyer and Friends (Columbia, 1962)

com Bruce Cockburn
- The Charity of Night (1996)

com Floyd Cramer
- Last Date (1960)

com Hank Garland
- Jazz Winds from a New Direction (1960)

com Stan Getz
- Getz au GoGo (Verve, 1964)
- Getz/Gilberto #2 (Verve, 1964)
- Nobody Else But Me (Verve, 1964)

com k. d. lang
- Ingénue (Sire, 1992)

com Hubert Laws
- Wild Flower (Atlantic, 1972)

com George Shearing
- Out of the Woods (1963)

com Eberhard Weber
- Fluid Rustle (ECM, 1979)

com Thomas Clausen
- Cafe Noir (Intermusic, 1991)
- Flowers And Trees (MA Music Int., 1992)

com Jon Weber
- Simple Complex (2nd Century Jazz, 2004)

## Prêmios

### Grammy
Ao longo dos anos, Gary Burton foi nomeado para 15 Grammys e ele ganhou 6:
| Ano  | Indicado                                                             | Categoria                                                               | Resultado |
| ---- | -------------------------------------------------------------------- | ----------------------------------------------------------------------- | --------- |
| 1972 | Alone at Last                                                        | Prêmio Grammy de melhor performance de jazz de um solista               | Venceu    |
| 1979 | Duet (com Chick Corea)                                               | Prêmio Grammy de melhor álbum de jazz instrumental, individual ou grupo | Venceu    |
| 1982 | 'In Concert, Zürich, October 28, 1979 (com Chick Corea)              | Prêmio Grammy de melhor álbum de jazz instrumental, individual ou grupo | Venceu    |
| 1998 | "Rhumbata", Native Sense (com Chick Corea)                           | Prêmio Grammy de melhor álbum de jazz instrumental solo                 | Venceu    |
| 2000 | Like Minds (com Chick Corea, Pat Metheny, Roy Haynes e Dave Holland) | Prêmio Grammy de melhor álbum de jazz instrumental, individual ou grupo | Venceu    |
| 2009 | The New Crystal Silence (com Chick Corea)                            | Prêmio Grammy de melhor performance de jazz instrumental                | Venceu    |